# Liste der Monuments historiques im Département Aisne
Die Liste führt alle Monument historique im Département Aisne in Frankreich auf.
Am 31. Dezember 2008 wurden im Département Aisne 607 als Monument historique geschützte Gebäude gezählt. Die folgende Liste führte diese Gebäude alphabetisch nach Gemeinde auf.

## Liste

### A
- Agnicourt-et-Séchelles: 
  - Kirche

- Aisonville-et-Bernoville:
  - Schloss Bernoville

- Aizy-Jouy:
  - Reste der ehemaligen Kirche
  - La Creute du Caïd

- Ambleny:
  - Donjon von Ambleny
  - Kirche

- Ancienville:
  - Croix d’Ancienville

- Andelain:
  - Kirche

- Archon:
  - Kirche Saint-Martin

- Arcy-Sainte-Restitue:
  - Schloss Branges
  - Kirche

- Armentières-sur-Ourcq:
  - Burgruine Armentières
  - Ponts Bernard (gehört auch zu Breny)

- Arrancy:
  - Schloss Arranceau
  - Schloss Arrancy

- Artonges:
  - Kirche Saint-Pierre

- Aubenton:
  - Notre-Dame d’Aubenton
  - Herrenhaus in der Rue du Coqvert

- Audigny:
  - Château de l’Etang

- Augy:
  - Kirche

- Aulnois-sous-Laon:
  - Burgruine Aulnois-sous-Laon

- Autreppes:
  - Kirche Saint-Hilaire

- Azy-sur-Marne:
  - Kirche Saint-Félix

### B
- Bancigny:
  - Kirche Saint-Nicolas

- Barenton-Bugny:
  - Kirche

- Barzy-sur-Marne:
  - Kirche Saint-Eloi

- Baulne-en-Brie:
  - Kirche Saint-Barthélémy

- Bazoches-sur-Vesles:
  - Burg Bazoches-sur-Vesles
  - Kirche Saint-Pierre

- Beaurevoir:
  - Burgruine Beaurevoir

- Beaurieux:
  - Kirche Saint-Rémi

- Belleu:
  - Kirche Saint-André
  - Fief des Tournelles
  - Maisons de source et aqueduc (gehört ebenso zu Soissons)

- Berny-Rivière:
  - Steinbruch Chapeaumont
  - L’Infirmerie-Steinbruch und Steinbruch Premier-Zouave
  - Kirche Saint-Martin

- Berry-au-Bac:
  - Cote 108

- Berzy-le-Sec:
  - Burg Berzy-le-Sec
  - Kirche
  - Polissoirs de la Pointe des Roches

- Beugneux:
  - Kirche

- Billy-sur-Aisne:
  - Kirche Saint-Léger

- Billy-sur-Ourcq:
  - Kirche

- Blanzy-lès-Fismes:
  - Kirche Sainte-Geneviève

- Blérancourt:
  - Schloss Blérancourt
  - Kloster Blérancourt
  - Kirche Saint-Pierre-ès-Liens
  - Haus Saint-Just

- Bohain-en-Vermandois:
  - Hôtel de ville de Bohain-en-Vermandois

- Bois-lès-Pargny:
  - Schloss Bois-lès-Pargny
  - Verziau de Gargantua

- Bonneil:
  - Kirche

- Bonnesvalyn:
  - Kirche

- Bosmont-sur-Serre:
  - Abri du Kaiser
  - Schloss Chambly
  - Kirche Saint-Rémi

- Bouconville-Vauclair:
  - Kloster Vauclair
  - Grabensystem von Bouconville-Vauclair

- Bourg-et-Comin:
  - Kirche Saint-Martin

- Bourguignon-sous-Montbavin:
  - Schloss Bourguignon-sous-Montbavin
  - Weingut Les Frères Le Nain
  - Weingut Hédouville und Weingut Cuzey

- La Bouteille:
  - Notre-Dame de La Bouteille
  - La Haute-Ronde

- Braine:
  - Schloss Le Bas
  - Kloster Saint-Yved
  - Spanisches Haus

- Braye-en-Laonnois:
  - Steinbruch Froidmont

- Brécy:
  - Schloss Le Buisson
  - Kirche
  - Skulptierter Stein

- Brenelle:
  - Kirche

- Breny:
  - Kirche Saint-Martin
  - Ponts Bernard (gehören ebenso zu Armentières-sur-Ourcq)

- Brumetz:
  - Kirche Saint-Crépin

- Bruyères-et-Montbérault:
  - Notre-Dame de Bruyères-et-Montbérault

- Bruyères-sur-Fère:
  - Kloster Le Val-Chrétien
  - Schloss Givray
  - Kirche Saint-Rémi

- Bruys:
  - Nativité-de-la-Sainte-Vierge de Bruys

- Bucy-le-Long:
  - Sainte-Marguerite
  - Burg Bucy-le-Long
  - Kirche Saint-Martin
  - Haus (gegenüber dem Weg an der Kirche), C.I.C. 45 und Rue du Chemin-des-Dames

- Buire:
  - Tour Florentine

- Burelles:
  - Kirche Saint-Martin

- Bussiares:
  - Kirche Saints-Crépin-et-Crépinien

- Buzancy:
  - Denkmal für schottische Soldaten

### C
- Camelin:
  - Croix aux Héros
  - Kirche Saints-Pierre-et-Paul

- Caulaincourt:
  - Schloss Caulaincourt

- Caumont:
  - Kirche Saint-Pierre

- Celles-lès-Condé:
  - Kirche

- Cerny-lès-Bucy:
  - Donjon von Cerny-lès-Bucy

- Cerseuil:
  - Kirche

- Chacrise:
  - Burg Villeblain
  - Kirche

- Chaillevois:
  - Kirche Saint-Pierre

- Chalandry:
  - Schloss Chalandry

- Chaourse:
  - Kirche Saint-Martin

- La Chapelle-Monthodon:
  - Nativité-de-la-Sainte-Vierge

- Chartèves:
  - Kirche Saint-Caprais

- Château-Thierry:
  - Burgruine Château-Thierry
  - Kapuzinerkonvent
  - Kirche Saint-Crepin
  - Hôtel, 68 rue Saint-Martin
  - Hôtel de ville de Château-Thierry
  - Hôtel-Dieu
  - Hôtel particulier, 10 rue Saint-Martin
  - Maison de Jean de la Fontaine
  - Porte Saint-Jean de Château-Thierry
  - Porte Saint-Pierre de Château-Thierry
  - Stadtbefestigung
  - Temple protestant
  - Tour Balhan

- Chaudardes:
  - Kirche

- Chauny:
  - Pâtisserie du Marché couvert

- Chéry-Chartreuve:
  - Kirche

- Chézy-en-Orxois:
  - Kirche

- Chézy-sur-Marne:
  - Kirche Saint-Martin

- Chivres-Val:
  - Kirche
  - Fort de Condé (gehört ebenso zu Condé-sur-Aisne)

- Chivy-lès-Étouvelles:
  - Kirche

- Chouy:
  - Kirche

- Cierges:
  - Dolmen de Carauda
  - Kirche

- Ciry-Salsogne:
  - Kirche

- Cœuvres-et-Valsery:
  - Abtei Notre-Dame de Valsery
  - Schloss Cœuvres
  - Kirche Saints-Médard-et-Saint-Gildard

- Coincy:
  - Abtei Coincy
  - Bornes de délimitation de Coincy
  - Kirche Saints-Pierre-et-Paul

- Colligis-Crandelain:
  - Carrière de Colligis
  - Kirche

- Condé-en-Brie:
  - Schloss Condé
  - Kirche
  - Halles et mairie de Condé-en-Brie

- Condé-sur-Aisne:
  - Kirche
  - Fort de Condé (gehört ebenso zu Chivres-Val)
  - Prieuré de Saint-Ouen

- Condé-sur-Suippe:
  - Oppidum von Variscourt (gehört ebenso zu Variscourt)

- Connigis:
  - Friedhofskreuz 
  - Église de Connigis

- Corcy:
  - Kirche

- Coucy-la-Ville:
  - Kirche

- Coucy-le-Château-Auffrique:
  - Église de Coucy-le-Château-Auffrique
  - Haus der Gouverneurs
  - Plate-forme de la pièce allemande
  - Porte de Laon und Stadtbefestigung
  - Burg Coucy

- Coulonges-Cohan:
  - Burgruine Rognac
  - Kirche von Cohan
  - Kirche von Coulonges

- Courboin:
  - Kirche

- Courcelles-sur-Vesle:
  - Kalvarienkapelle
  - Kirche

- Courmelles:
  - Kirche

- Courtemont-Varennes:
  - Kirche

- Couvrelles:
  - Schloss Couvrelles
  - Kirche
  - Ferme de La Siège

- Coyolles:
  - Manoir de Coyolles

- Cramaille:
  - Burgruine Cramaille
  - Kirche

- Craonne:
  - Village du Vieux Craonne

- Craonnelle:
  - Monument commémoratif des Basques

- Crécy-sur-Serre:
  - Tour de Crécy
  - Hôtel de ville de Crécy-sur-Serre
  - Haus, Place des Alliés und Rue de l’Amiral-Saint-Hilaire

- Crépy:
  - Notre-Dame de Crépy
  - Kirche Saint-Pierre
  - Standort des deutschen Geschützes Große Bertha

- Crouttes-sur-Marne:
  - Kirche

- Crouy:
  - Ferme de la Perrière

- Cuiry-Housse:
  - Kirche

- Cuiry-lès-Chaudardes:
  - Kirche

- Cuiry-lès-Iviers:
  - Kirche

- Cuissy-et-Geny:
  - Abtei Cuissy

- Cuisy-en-Almont:
  - Kirche

### D
- Dampleux:
  - Église de Dampleux

- Dhuizel:
  - Église de Dhuizel

- Dohis:
  - Église de Dohis

- Dravegny:
  - Église de Dravegny
  - Speicher von Montaon

- Droizy:
  - Château de Droizy
  - Église de Droizy

### E
- Englancourt:
  - Château de la Plesnoye
  - Église Saint-Nicolas d’Englancourt

- Épaux-Bézu:
  - Église d’Épaux-Bézu

- Épieds:
  - Château und ferme de Moucheton
  - Église d’Épieds

- L’Épine-aux-Bois:
  - Église de l’Épine-aux-Bois

- Esquéhéries:
  - Église d’Esquéhéries

- Essigny-le-Grand:
  - Ferme d’Essigny-le-Grand

- Essises:
  - Église d’Essises

- Essômes-sur-Marne:
  - Église d’Essômes-sur-Marne
  - Temple de Monneaux
  - Terrain (?)

- Étouvelles:
  - Église d’Étouvelles

### F
- La Fère:
  - Château de la Fère
  - Église Saint-Montain de la Fère
  - Gebäude, 3 rue Henri-Martin
  - Quartier Drouot

- Fère-en-Tardenois:
  - Chapelle de Villemoyenne
  - Église de Fère-en-Tardenois
  - Halles de Fère-en-Tardenois
  - Château de Fère-en-Tardenois

- La Ferté-Milon:
  - Château de La Ferté-Milon
  - Église Notre-Dame de la Ferté-Milon
  - Église Saint-Nicolas de la Ferté-Milon
  - Église Saint-Vaast de la Ferté-Milon
  - Statue von Racine

- Festieux:
  - Château de Festieux

- La Flamengrie
  - Monument de la Pierre d’Haudroy

- Flavigny-le-Grand-et-Beaurain:
  - Église de Beaurain

- Fontaine-lès-Vervins:
  - Château de Cambron
  - Église de Fontaine-lès-Vervins

- Fossoy:
  - Wegekreuz
  - Église de Fossoy

- Fourdrain:
  - Priorat von Saint-Lambert

- Fresnoy-le-Grand:
  - Textilfabrik La Filandière

### G
- Gandelu:
  - Église de Gandelu

- Glennes:
  - Église Saint-Georges de Glennes

- Gouy
  - Abtei Mont-Saint-Martin

- Grandrieux:
  - Église Saint-Nicolas de Grandrieux

- Grand-Rozoy:
  - Église de Grand-Rozoy

- Grand-Verly:
  - Église Saint-Pierre de Grand-Verly

- Gronard:
  - Église de Gronard

- Guignicourt:
  - Église de Guignicourt

- Guise:
  - Burg Guise
  - Église de Guise
  - Familistère
  - Hôtel Warnet
  - Haus, 18 rue de la Citadelle

- Guny:
  - Église de Guny

### H
- Haramont:
  - Église d’Haramont
  - Manoir des Fossés
  - La Pierre-Clouise
  - Prieuré de Longpré

- Hary:
  - Église d’Hary

- Hautevesnes:
  - Église d’Hautevesnes

- La Hérie:
  - Église de la Hérie

### J
- Jeantes:
  - Église Saint-Martin de Jeantes

- Jouaignes:
  - Château de Jouaignes
  - Église de Jouaignes

### L
- Laon:
  - Abtei Saint-Jean (siehe Abtei Notre-Dame de Laon)
  - Abtei Saint-Martin
  - Abtei Saint-Vincent
  - Bibliothèque municipale de Laon
  - Caserne des Dragons de la Reine
  - Kathedrale von Laon
  - Chapelle Saint-Genebaud
  - Colombier des évêques de Laon
  - Templerkapelle
  - Couvent des Dames de la Congrégation-Notre-Dame
  - Couvent des Minimes de Laon
  - École de la Providence
  - Église de Leuilly
  - Église de Vaux-sous-Laon
  - Église Notre-Dame-la-Profonde, ehemalige Kirche der Abtei Notre-Dame de Laon
  - Église Saint-Corneille-et-Saint-Cyprien
  - Église Saint-Jean-du-Bourg de Laon
  - Église Saint-Martin de Laon
  - Église Saint-Martin-au-Parvis de Laon
  - Église Saint-Pierre-au-Marché de Laon
  - Église Saint-Rémy-au-Velours
  - Évéché et chapelle de Laon
  - Hôpital général de Laon
  - Hospice départemental de Montreuil
  - Hôtel de ville de Laon
  - Hôtel du Petit-Saint-Vincent
  - Hôtel-Dieu de Laon
  - Hôtellerie du Dauphin
  - Haus, rue Carlier-Hennecart
  - Haus, 31 rue de la Châtelaine
  - Haus, 45 rue de la Châtelaine
  - Haus, 60 rue de la Châtelaine
  - Haus, 2 rue Clerjot
  - Haus, 6 rue du Cloître
  - Haus, 12 rue des Cordeliers
  - Haus, 26 rue des Cordeliers
  - Haus, 2 rue des Frères
  - Haus, 7 rue de la Herse
  - Haus, 11 rue du Père-Marquette
  - Haus, 3 rue Pourrier
  - Haus, 6 rue Saint-Cyr
  - Haus, 19 rue Saint-Jean
  - Haus, 21 rue Saint-Jean und 12 rue du Cloître-Saint-Jean
  - Haus, 9 rue Saint-Martin
  - Haus, 14 rue Saint-Martin
  - Haus, 15 rue Saint-Martin
  - Haus, 16 rue Saint-Martin
  - Haus, 24 rue Saint-Martin
  - Maison, rempart Saint-Rémi und 2 impasse de l'Hôtel-de-Ville
  - Haus, 1 rue des Scots
  - Haus, rue des Scots
  - Haus, 7 rue Sérurier
  - Haus, 41 rue Sérurier
  - Haus, 47 rue Sérurier
  - Haus, 53bis rue Sérurier
  - Haus, rue Sérurier und rue de la Charpenterie
  - Haus, 7 rue de Signier
  - Haus, 13 rue de Signier
  - Haus, 36 rue Vinchon
  - Haus, 38 rue Vinchon
  - Petit-Saint-Nicolas
  - Porte d’Ardon
  - Porte de Chenizelles
  - Porte de la Citadelle
  - Porte de Soissons
  - Priorat Val-des-Écoliers
  - Stadtbefestigung
  - Séminaire de Laon
  - Tour Penchée

- Largny-sur-Automne:
  - Château de la Muette
  - Domaine des Charmettes
  - Église de Largny-sur-Automne
  - Fief Goret

- Latilly:
  - Église de Latilly

- Launoy:
  - Ferme de Neuville-Saint-Jean

- Laval-en-Laonnois:
  - Église de Laval-en-Laonnois

- Lavaqueresse:
  - Église de Lavaqueresse

- Laversine:
  - Croix de cimetière
  - Église de Laversine

- Lerzy:
  - Église de Lerzy

- Lesges:
  - Église de Lesges
  - Maison prévôtale

- Lhuys:
  - Église de Lhuys

- Lierval:
  - Église de Lierval

- Liesse-Notre-Dame:
  - Basilique Notre-Dame de Liesse
  - Holzhaus, 7/9 rue du Général-de-Gaulle
  - Pfarrhaus

- Limé:
  - Église de Limé
  - Ferme d’Applincourt

- Logny-lès-Aubenton:
  - Église de Logny-lès-Aubenton

- Longpont:
  - Kloster Longpont

- Longueval-Barbonval:
  - Friedhofskreuz
  - Église de Barbonval
  - Église de Longueval

- Louâtre:
  - Château de Louâtre
  - Église de Louâtre
  - Manoir de Louâtre

- Loupeigne:
  - Église de Loupeigne

### M
- Maast-et-Violaine:
  - Église de Maast-et-Violaine

- Macquigny:
  - Église de Macquigny

- Malzy:
  - Église de Malzy

- Marchais-en-Brie:
  - Église de Marchais-en-Brie
  - Ferme de Villefontaine

- Marcy
  - Taubenhaus, rue du Château de Marcy

- Marcy-sous-Marle:
  - Église de Marcy-sous-Marle

- Mareuil-en-Dôle:
  - Église de Mareuil-en-Dôle

- Marfontaine:
  - Château de Marfontaine

- Margival:
  - Ferme de Montgarny

- Marigny-en-Orxois:
  - Château de Marigny-en-Orxois
  - Markthalle

- Marizy-Sainte-Geneviève:
  - Église de Marizy-Sainte-Geneviève

- Marizy-Saint-Mard:
  - Château de Marizy-Saint-Mard
  - Église de Marizy-Saint-Mard

- Marle:
  - Église Notre-Dame de Marle
  - Maison des Frères Ignorantins
  - Relais de poste

- Marly-Gomont:
  - Église de Marly-Gomont

- Martigny-Courpierre:
  - Église Saint-Martin de Martigny-Courpierre

- Mauregny-en-Haye:
  - Château de Mauregny-en-Haye

- Merval:
  - Église de Merval

- Mézy-Moulins:
  - Friedhofskreuz
  - Église de Mézy-Moulins
  - Polissoir (?)

- Missy-sur-Aisne:
  - Église de Missy-sur-Aisne

- Monnes:
  - Église de Cointicourt

- Mons-en-Laonnois:
  - Église de Mons-en-Laonnois

- Montaigu:
  - Église de Montaigu

- Montchâlons:
  - Église de Montchâlons

- Montcornet:
  - Église de Montcornet
  - Ermitage de Montcornet

- Montfaucon:
  - Friedhofskreuz

- Montgobert:
  - Château de Montgobert

- Monthenault:
  - Église Saint-Martin de Monthenault

- Monthiers:
  - Église de Monthiers

- Montigny-l’Allier:
  - Commanderie de Moisy-le-Temple
  - Église de Montigny-l’Allier

- Montigny-Lengrain:
  - Église de Montigny-Lengrain

- Montlevon:
  - Église de Montlevon

- Mont-Notre-Dame:
  - Église Sainte-Marie-Madeleine de Mont-Notre-Dame

- Montreuil-aux-Lions:
  - Église de Montreuil-aux-Lions

- Mont-Saint-Martin
  - Château de Mont-Saint-Martin

- Morgny-en-Thiérache:
  - Église de Morgny-en-Thiérache

- Morsain:
  - Église de Morsain

- Mortefontaine:
  - Église de Mortefontaine

- Moulins:
  - Priorat

- Muret-et-Crouttes:
  - Église de Muret-et-Crouttes

### N
- Nampcelles-la-Cour:
  - Église de Nampcelles-la-Cour

- Nampteuil-sous-Muret:
  - Église de Nampteuil-sous-Muret

- Nanteuil-la-Fosse:
  - Carrière Saint-Blaise

- Nanteuil-Notre-Dame:
  - Église de Nanteuil-Notre-Dame

- Nesles-la-Montagne:
  - Église de Nesles-la-Montagne

- Neuilly-Saint-Front:
  - Église de Neuilly-Saint-Front
  - Polissoir (?)

- La Neuville-en-Beine:
  - Église de la Neuville-en-Beine

- Nogent-l’Artaud:
  - Église de Nogent-l’Artaud

- Noircourt:
  - Église de Noircourt

- Nouvion-et-Catillon:
  - Templerkapelle
  - Église de Nouvion-et-Catillon

- Nouvion-le-Comte:
  - Église de Nouvion-le-Comte

- Nouvion-le-Vineux:
  - Église de Nouvion-le-Vineux

- Nouvron-Vingré:
  - Monument de la Croix-Brisée
  - Monument des Fusillés
  - Tombe Amory

- Noyant-et-Aconin:
  - Église de Noyant-et-Aconin

### O
- Ohis:
  - Ferme d’élevage d’Ohis

- Oigny-en-Valois:
  - Château d’Oigny-en-Valois
  - Friedhofskreuz
  - Mausoleum des Generals Charpentier

- Orgeval:
  - Vendangeoir (?), 13 Grande-Rue

- Origny-en-Thiérache:
  - Église d’Origny-en-Thiérache

- Oulchy-la-Ville:
  - Église d’Oulchy-la-Ville

- Oulchy-le-Château:
  - Église de Cugny-les-Crouttes
  - Église Notre-Dame d’Oulchy-le-Château
  - Les Fantômes
  - Priorat

### P
- Paars:
  - Domaine du château
  - Église de Paars

- Pancy-Courtecon:
  - Église de Pancy-Courtecon
  - Monument commémoratif franco-allemand

- Parcy-et-Tigny:
  - Église de Parcy

- Parfondeval:
  - Église Saint-Médard de Parfondeval

- Parpeville:
  - Château de Parpeville

- Passy-sur-Marne:
  - Église de Passy-sur-Marne

- Pernant:
  - Château de Pernant
  - Croix de Pernant
  - Église de Pernant

- Pleine-Selve:
  - Église de Pleine-Selve

- Plomion:
  - Église de Plomion
  - Markthalle

- Ployart-et-Vaurseine:
  - Église de Ployart-et-Vaurseine
  - Tour de Vaurseine

- Pommiers:
  - Église de Pommiers

- Pont-Saint-Mard:
  - Château de Pont-Saint-Mard
  - Église de Pont-Saint-Mard

- Prémontré:
  - Abtei Prémontré

- Presles-et-Boves:
  - Église de Presles-et-Boves

- Presles-et-Thierny:
  - Château de Presles
  - Église de Presles-et-Thierny

- Priez:
  - Église de Priez

- Prisces:
  - Église Saint-Médard de Prisces

- Puisieux-et-Clanlieu:
  - Château de Puisieux-et-Clanlieu

### Q
- Quierzy:
  - Château de Quierzy
  - Priorat

- Quincy-sous-le-Mont:
  - Château de Quincy-sous-le-Mont

### R
- Renneval:
  - Église de Renneval

- Ressons-le-Long:
  - Église de Ressons-le-Long
  - Ferme de la Montagne

- Retheuil:
  - Église de Retheuil

- Révillon:
  - Manoir de Révillon

- Ribemont:
  - Abtei Saint-Nicolas-des-Prés de Ribemont
  - Église de Ribemont
  - Geburtshaus von Condorcet
  - Mühle von Lucy

- Rogny:
  - Église Saint-Évent de Rogny

- Roucy:
  - Priorat

- Royaucourt-et-Chailvet:
  - Château de Royaucourt-et-Chailvet
  - Église Saint-Julien de Royaucourt-et-Chailvet

- Rozet-Saint-Albin:
  - Église de Rozet-Saint-Albin

- Rozoy-sur-Serre:
  - Église Saint-Laurent de Rozoy-sur-Serre

### S
- Saconin-et-Breuil:
  - Église de Saconin

- Saint-Agnan:
  - Église de Saint-Agnan

- Saint-Algis:
  - Église de Saint-Algis

- Saint-Bandry:
  - Église de Saint-Bandry

- Saint-Christophe-à-Berry:
  - Steinbruch
  - P.C. Reboul (?)

- Saint-Erme-Outre-et-Ramecourt:
  - Église de Saint-Erme-Outre-et-Ramecourt

- Saint-Eugène:
  - Église de Saint-Eugène

- Saint-Gobain:
  - Église de Saint-Gobain
  - Manufacture royale des glaces
  - Verrerie de Charles-Fontaine

- Saint-Mard:
  - Église de Saint-Mard

- Saint-Michel:
  - Abtei Saint-Michel
  - Maison du Prévôt
  - Mausoleum Savart

- Saint-Nicolas-aux-Bois:
  - Abtei Saint-Nicolas
  - Abbaye du Tortoir
  - Croix Cesine

- Saint-Pierre-Aigle:
  - Église de Saint-Pierre-Aigle

- Saint-Pierre-lès-Franqueville:
  - Église de Saint-Pierre-lès-Franqueville

- Saint-Pierremont:
  - Ferme de Saint-Antoine

- Saint-Quentin:
  - Basilika Saint-Quentin
  - Chapelle de la Charité de Saint-Quentin
  - Gare de Saint-Quentin
  - Hôtel, 46 rue d’Isle
  - Hôtel de ville de Saint-Quentin
  - Hôtel Joly de Bammeville
  - Monument du cimetière militaire allemand de Saint-Quentin
  - Porte des Canonniers
  - Puits, place Gaspard-de-Coligny
  - Stadttheater
  - Fabrik Sidoux

- Saint-Rémy-Blanzy:
  - Église de Saint-Rémy-Blanzy
  - Prévôté de Blanzy

- Saint-Thomas:
  - Priorat

- Samoussy:
  - Kreuz, Route Nationale 337

- Saponay:
  - Église de Saponay
  - Château de Saponay

- Septmonts:
  - Château de Septmonts
  - Friedhofskreuz
  - Église de Septmonts
  - Ferme de la Carrière-l’Evêque

- Septvaux:
  - Église de Septvaux

- Serain:
  - Église de Serain

- Serches:
  - Commanderie du Mont-de-Soissons
  - Église de Serches

- Sergy:
  - Église de Sergy
  - Prévôté de Favières

- Seringes-et-Nesles:
  - Église de Seringes
  - Château de Nesles

- Serval:
  - Église de Serval

- Séry-lès-Mézières:
  - Moulin de Sénercy

- Sissy:
  - Chapelle des Dormants

- Soissons:
  - Abtei Longpont
  - Abtei Saint-Jean-des-Vignes
  - Abtei Valsery
  - Abtei Notre-Dame de Soissons
  - Abtei Saint-Léger de Soissons
  - Abtei Saint-Médard de Soissons
  - Kathedrale Saint-Gervais-et-Saint-Protais de Soissons
  - Collège de Soissons
  - Église Sainte-Eugénie de Soissons
  - Église Saint-Pierre-au-Parvis de Soissons
  - Bischofspalast
  - Grand séminaire de Soissons
  - Hôtel de Barral
  - Hôtel de la Paix
  - Hôtel de Roye
  - Hôtel de ville de Soissons
  - Haus, 5 rue du Coq-Lombard
  - Maisons de source et aqueduc (gehört ebenso zu Belleu)
  - Monument à l’œuvre des sociétés coopératives de reconstruction des régions libérées et à la mémoire de Guy de Lubersac
  - Pavillon de l’Arquebuse
  - Remparts romains de Soissons
  - Salle des Feuillants
  - Théâtre romain de Soissons

- Soucy:
  - Abtei Saint-Médard de Soucy
  - Église Saint-Martin de Soucy

- Soupir:
  - Château de Soupir
  - Église de Soupir

### T
- Taillefontaine:
  - Église de Taillefontaine

- Tannières:
  - Église de Tannières

- Tavaux-et-Pontséricourt:
  - Église de Tavaux-et-Pontséricourt

- Tergnier:
  - Place Carnegie

- Torcy-en-Valois:
  - Église de Torcy-en-Valois

- Trélou-sur-Marne:
  - Église de Trélou-sur-Marne

- Trucy:
  - Église de Trucy

### U
- Urcel:
  - Église Notre-Dame d’Urcel

### V
- Vadencourt:
  - Abtei Bohéries
  - Haus von Nicolas Grain

- Vailly-sur-Aisne:
  - Chapelle de la carrière de Rouge-Maison
  - Église de Vailly-sur-Aisne

- Variscourt:
  - Oppidum de Variscourt (gehört ebenso zu Condé-sur-Suippe)

- Vasseny:
  - Église de Vasseny

- Vauxcéré:
  - Église de Vauxcéré

- Vauxrezis:
  - Église de Vauxrezis
  - Pierre Laye

- Vendhuile:
  - Église Saint-Martin de Vendhuile

- Vendières:
  - Église de Vendières

- Vermand:
  - Camp romain de Vermand

- Vervins:
  - Église Notre-Dame de Vervins
  - Stadtbefestigung

- Veslud:
  - Deutscher Militärfriedhof

- Veuilly-la-Poterie:
  - Église de Veuilly-la-Poterie

- Vichel-Nanteuil:
  - Église de Vichel-Nanteuil
  - Grotte sépulcrale du Bouillon

- Vic-sur-Aisne:
  - Château de Vic-sur-Aisne
  - Église de Vic-sur-Aisne

- Viel-Arcy:
  - Église de Viel-Arcy

- Viels-Maisons:
  - Église de Viels-Maisons
  - Schlosspark

- Vierzy:
  - Château de Vierzy
  - Église de Vierzy

- Viffort:
  - Église de Viffort

- Vigneux-Hocquet:
  - Église Saint-Martin de Vigneux-Hocquet

- Villeneuve-Saint-Germain:
  - Château de Villeneuve-Saint-Germain

- Villeneuve-sur-Fère:
  - Geburtshaus von Paul Claudel

- Villers-Cotterêts:
  - Chartreuse de Bourgfontaine
  - Château de Villers-Cotterêts
  - Château de Noüe
  - Église de Villers-Cotterêts
  - Brunnen, rue Demoustier und rue Tronchet de Villers-Cotterêts
  - Eiskeller
  - Hôtellerie du Régent
  - Abtshaus
  - Pavillon Henri II
  - Regard Saint-Hubert

- Villers-Hélon:
  - Château de Villers-Hélon
  - Église de Villers-Hélon

- Ville-Savoye:
  - Château de Ville-Savoye

- Villiers-Saint-Denis:
  - Château de Villiers-Saint-Denis
  - Église de Villiers-Saint-Denis

- Vivières:
  - Château de Mazancourt

- Vorges:
  - Église de Vorges
  - Vendangeoir (?), 1 rue du Docteur-Ganault

- Vregny:
  - Église de Vregny

### W
- Wimy:
  - Église de Wimy